# Puccio di Simone
Puccio di Simone (... – dopo il 1362) è stato un pittore italiano, attivo a Firenze verso la metà del XIV secolo.

## Biografia

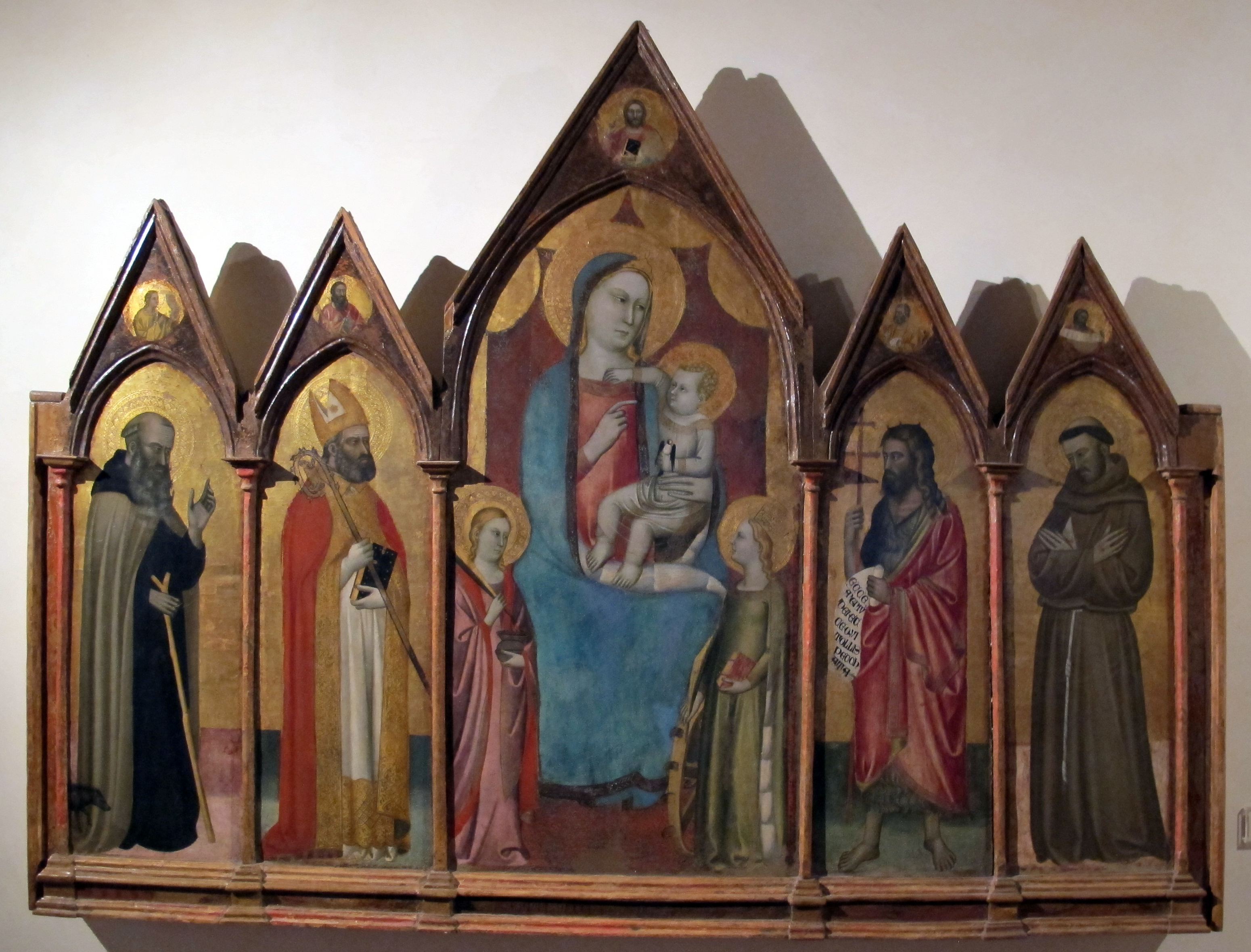
Polittico con Madonna e Bambino con Santi, Museo di Arte Sacra, Certaldo.

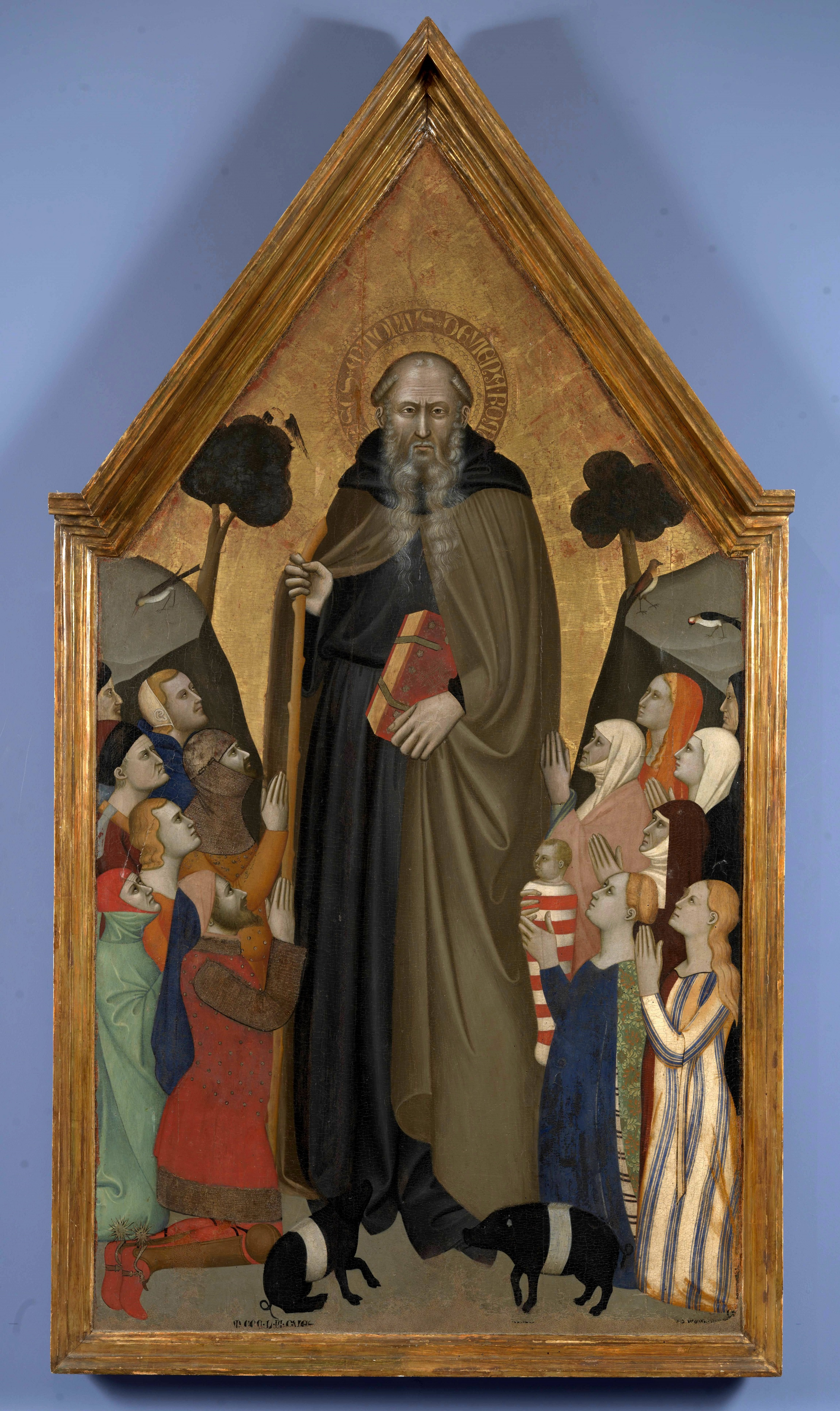
Pala di Sant'Antonio abate, Pinacoteca Civica, Fabriano.

Uno dei suoi primi lavori, l'Annunciazione con due santi nella chiesa di San Lorenzo di Firenze, mostra chiare influenze derivate da Giovanni da Milano. Puccio è menzionato per la prima volta come pittore nel 1346 quando il suo nome è incluso nei registri dell'Arte dei Medici e Speziali, ma era già attivo da alcuni anni, dato che l'affresco danneggiato della Cappella Strozzi nella chiesa di Santa Maria Novella riportava la data del 1340. Verso la fine del anni '40 dipinse un polittico (ora smembrato) con il Matrimonio mistico di santa Caterina al centro e Santi nei pannelli laterali. Alcuni dei pannelli ancora esistenti si distinguono per l'uso sontuoso della stessa decorazione arabesca, presente anche in diverse opere tarde di Bernardo Daddi e la sua bottega ed è probabile che i due artisti abbiano collaborato regolarmente fin dal 1340.
L'elenco del opere di Puccio di Simone si è notevolmente ampliato quando nel 1959 il critico Roberto Longhi lo ha identificato con il Maestro della pala d'altare di Fabriano, l'anonimo pittore che aveva realizzato il dipinto con Sant'Antonio abate ora conservato nella Pinacoteca Civica di Fabriano e risalente al 1353.

### Opere

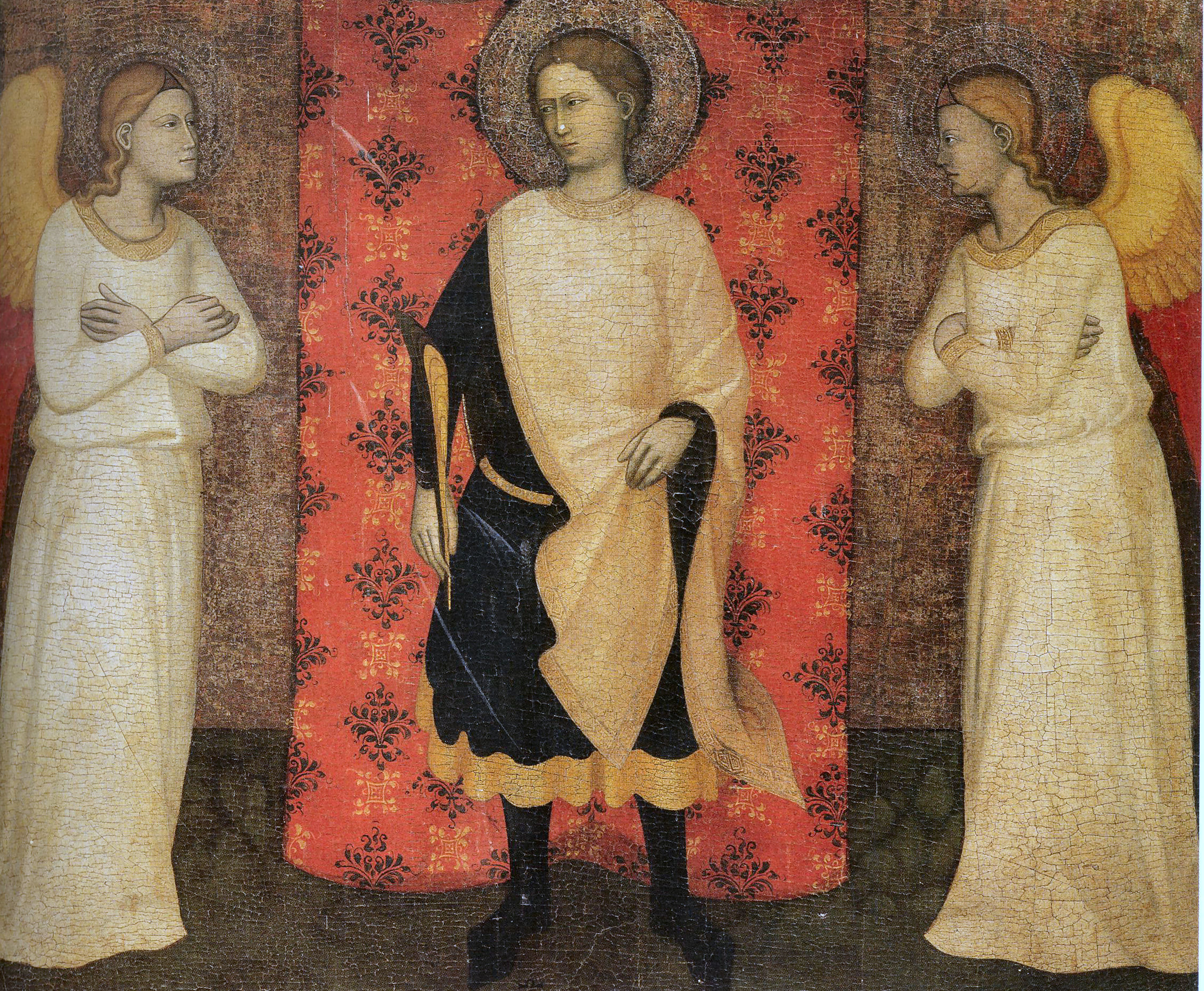
Sant'Ansano con due angeli, Chiesa di San Giovanni Battista and Saint'Ansano, Vinci.

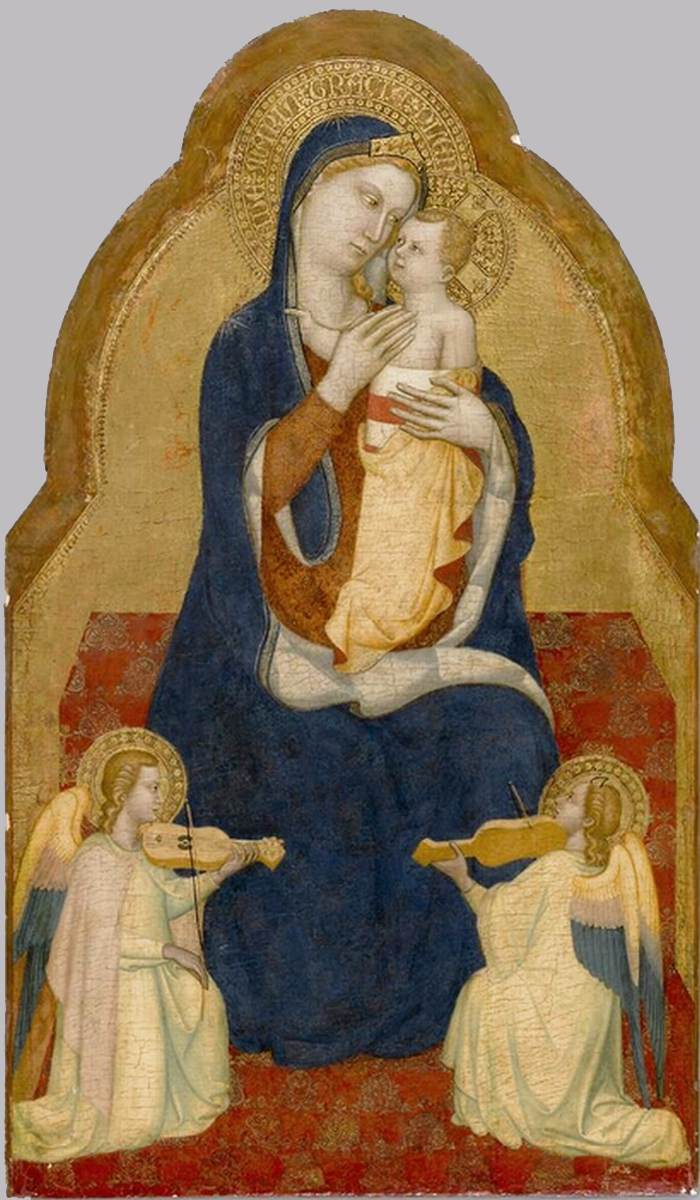
Madonna con Bambino e angeli musicisti, 1350 circa, Norton Simon Museum, Pasadena.

- Incoronazione di Maria, Museo di Belle Arti, Gand[1];
- Madonna, Musée du Petit Palais, Avignone;
- Vergine con Bambino, Montor Collection, Parigi;
- Polittico con Madonna e Bambino con Santi, Museo di Arte Sacra, Certaldo;
- Pala di sant'Antonio abate, Pinacoteca, Fabriano;
- Madonna dell'umiltà e i santi Lorenzo, Onofrio, Giacomo e Bartolomeo, Galleria dell'Accademia, Firenze;
- San Matteo tra San Lorenzo e San Giacomo maggiore, Galleria dell'Accademia, Firenze;
- Santa Lucia e santa Caterina, Galleria di Palazzo degli Alberti, Prato;
- Sant'Ansano con due angeli, Pieve di San Giovanni Battista a Sant'Ansano, Vinci;
- Madonna con il Bambino e i Santi Benedetto, Caterina d’Alessandria, Romualdo, Ludovico da Tolosa, Galleria Nazionale delle Marche, Urbino;
- Madonna in trono con angeli e santi, National Gallery of Art, Washington[2];
- San Giacomo maggiore, Seattle Art Museum, Seattle;
- Crocifissione, Snite Museum of Art, University of Notre Dame, Indiana;
- Incoronazione della Vergine, 1340-1345, Lindenau-Museum, Altenburg;
- Madonna con Bambino e angeli musicisti, 1350 circa, Norton Simon Museum, Pasadena;
- Natività, Metropolitan Museum of Art, New York[3];
- Adorazione dei Re Magi, Worcester Art Museum, Worcester[4];
- Santa Caterina di Alessandria e san Lorenzo, ali di polittico smembrato, Bode-Museum, Berlino.